# Семеног Олена Миколаївна
Семеног Олена Миколаївна (3 лютого 1963, с. Лиман, Зміївський район (нині — Чугуївський район), Харківська область, Українська РСР, СРСР) — український педагог та науковець, доктор педагогічних наук (2006), професор (2008).
Авторка досліджень із теорії і методики вищої професійної (філологічної) освіти, культури наукової мови і лінгвоперсонології,  методики викладання української мови, української лінгводидактики та профільного мовного навчання.

## Життєпис
Олена Срібна народилася лютого 1963 року в селі Лиман Зміївського (з 2020 року — Чугуївського) району Харківської області у родині службовців. Ще школяркою публікувала власні твори у районній та обласній пресі. Після закінчення із золотою медаллю Лиманської загальноосвітньої школи з 1980 по 1985 рік навчалася на філологічному факультеті Харківського державного університету імені О. М. Горького;, де здобула кваліфікацію філолог, викладач української мови та літератури. Під час навчання була стипендіатом імені Т. Г. Шевченка, старостою групи. Продовжувала друкувати репортажі й нариси в обласній та республіканській пресі. Після одержання університетського диплома з відзнакою за спеціальністю «Філолог. Викладач української мови та літератури» працювала за фахом на кафедрі мов і літератури Глухівського державного педагогічного інституту імені С. М. Сергєєва-Ценського (з 2009 року — Глухівський національний педагогічний університет імені Олександра Довженка) на посадах асистента (1987—1990 рр.), старшого викладача, доцента кафедри української мови (1997—2002), завідувачки кафедри української літератури (1998—2002). У 2002 році вступила в докторантуру Інституту педагогіки і психології професійної освіти АПН України (тепер — Інститут педагогічної освіти і освіти дорослих імені Івана Зязюна Національної академії педагогічних наук України). Після закінчення докторантури з 2005 до 2016 року працювала в Інституті педагогічної освіти і освіти дорослих НАПН України на посадах старшого наукового співробітника та головного наукового співробітника. У 2007 році була призначена на посаду професора, завідувача кафедри української мови Сумського державного педагогічного університету імені А. С. Макаренка. У 2019 році очолила кафедру української мови і літератури Сумського державного педагогічного університету імені А. С. Макаренка. У 2018—2020 рр. навчалася у Східноєвропейському національному університеті імені Лесі Українки за спеціальністю: 035 Філологія. Мова та література (польська). Переклад та здобула у 2020 році кваліфікацію: магістр філології, науковий співробітник, фахівець зі слов'янських мов та літератур, викладач польської та англійської мови, перекладач.

## Наукова діяльність
1996 — захистила кандидатську дисертацію «Родинні виховні традиції у професійній підготовці студентів педагогічних інститутів».
2006 — захистила докторську дисертацію «Система професійної підготовки майбутніх учителів української мови і літератури (в умовах педагогічного університету)».
Член спеціалізованих вчених рад у Сумському державному педагогічному університеті імені А. С. Макаренка. Гарант програми ІІІ-го освітньо-наукового рівня доктора філософії 015 Професійна освіта (2016—2019); гарант освітньої програми 014 Середня освіта. Українська мова і література. Англійська мова (магістратура, з 2019 р.). Член Наукової ради МОН, секції за фаховим напрямом «Соціально-історичні науки» (2016—2018); Науково-методичної ради МОН України (НМК № 15 «Науково-методична комісія з організаційно-методичного забезпечення вищої освіти», спеціальність 301 (2016—2018); член експертної комісії Міністерства освіти і науки України для проведення акредитаційної експертизи підготовки фахівців (2018), голова координаційної ради університету (2018—2019, 2023—2024), експертка МОН України для проведення наукової експертизи в галузі освітніх, педагогічних наук.
Під науковим керівництвом і за наукового консультування Семеног О. М. захищено 4 докторські, 7 кандидатських дисертацій, 3 дисертації докторів філософії з проблем формування культуромовної особистості фахівця-дослідника у процесі неперервної освіти.
Результати діяльності наукової школи
- обґрунтовано теоретичні і методичні засади розвитку літературознавчої компетентності (Базиль Людмила Олександрівна), формування дослідницьких умінь (Олександр Іванович Земка), медіаумінь майбутнього вчителя української мови і літератури в умовах вищого педагогічного навчального закладу (Марина Михайлівна Ячменик);
- обґрунтовано науково-методичну систему розвитку педагогічної майстерності вчителя-словесника в умовах післядипломної освіти з урахуванням положень андрагогічного, акмесинергетичного, аксіологічного, праксеологічного, компетентнісного, інтегративного, герменевтичного підходів (Сидоренко Вікторія Вікторівна); модель розвитку професійної мовно-мовленнєвої компетентності вчителя початкових класів у системі післядипломної освіти в процесі підвищення кваліфікації, організаційно-педагогічні умови, які забезпечують позитивну динаміку розвитку професійної мовно-мовленнєвої компетентності вчителів початкових класів (Кожем"якіна Ірина Володимирівна); обґрунтовано і розроблено модель професійної підготовки майбутніх учителів початкової школи у процесі педагогічної практики, яка ґрунтується  на засадах системного, особистісно орієнтованого, компетентнісного, аксіологічного, праксеологічного, акмеологічного підходів (Діхнич Катерина Віталіївна);
- здійснено комплексне дослідження наукових засад і традицій освітньої практики вивчення фольклористики у класичних університетах України другої половини ХІХ — на початку ХХІ ст. (Вовк Мирослава Петрівна) ;
- обґрунтовано педагогічну систему формування підприємницької компетентності майбутніх фахівців сфери обслуговування у закладах вищої освіти (Майковська Вікторія ігорівна), технології підготовки майбутніх фахівців юридичних (Насілєнко Людмила Анатоліївна), економічних (Гордієнко Валентина Павлівна), медичних (Кравченко Олена Павлівна), журналістських (Пономаренко Наталя Петрівна) як культуромовних  особистостей; розроблено зміст, форми, методи мовної допрофесійної підготовки іноземних абітурієнтів як невід'ємного складника системи неперервної медичної освіти (Проскуркіна Яна Іванівна), формування українськомовної компетентності іноземних студентів медичних спеціальностей (Левенок Інна Сергіївна).

### Найвідоміші публікації
Scopus (2019—2024)
- Semenog O., Yurchenko A., Udovychenko O., Kharchenko I., Kharchenko S. Formation of Future Teachers’ Skills to Create and Use Visual Models of Knowledge // TEM Journal. 2019. Volume 8, Number 1. P. 275—283. DOI:10.18421/TEM81-38
- Fast, O., Semenog, O., Vovk, M., Buhaichuk, N., Golya, G. Examining the practices and challenges of distance education of PhD candidates in the context of COVID-19 // Journal of Learning for Development. 2022. 9(1). P. 73‒88.
- Drushlyak, M.G., Semenog, O.M., Budianskyi, D.V., Sotska, H.I., Trynus, O.V., Semenikhina, O.V. The Use of Digital Technologies for the Development of Pre-service Teachers’ Rhetorical Skills: The Experience of Ukraine // 45th Jubilee International ICT Convention, MIPRO 2022. May 23 — 27, 2022 Opatija, Croatia. P. 668‒672.
- Yachmenyk, M., Kharchenko, I., Semenog, O., … Bohoslavskyi, S., Semenikhina, O. The Formation of Infomedia Literacy of Students in a Media Tournament // 46th ICT and Electronics Convention, MIPRO 2023 -Proceedings, 2023. P. 660—665

Web of Science (2019—2024)
- Dziubenko I., Semenog O., Lokshyna О., Dzhurylo О., Hlushko О., Starokozhko О. Pedagogical Innovations: Problems, Tendencies of Development of Modern Education // International Journal of Computer Science & Network Security. Volume 21 Issue 9. P. 173—178. 2021.21.9.24 (WoS) https://doi.org/10.22937/IJCSNS
- Друшляк, М. Г., Семеног, О. М., Грона, Н. В., Пономаренко, Н. П., Семеніхіна, О. В. Типологія інтернет-ресурсів для розвитку інфомедійної грамотності молоді // Інформаційні технології і засоби навчання. 2022. 88 (2). С. 1–22. https://doi.org/10.33407/itlt.v88i2.4786
- Babaian, Y., Polina, Y., Breslavska, H., Cherednyk, L., Kostrytsia, N., Semenog, O. The Development of Motivation to Achieve Students in the Context of Modernization of Educational Content // Revista Romaneasca Pentru Educatie Multidimensionala. 2022. 14(1Sup1). P. 49-66. https://doi.org/10.18662/rrem/14.1Sup1/536 (WoS)  Квартіль-2
- Marchenko, O., Noskova, M., Fedorenko, I., Semenog, O., Vovk, M., Romanyshyn, R. (2021). IT — Education In The Context Of Educational Activities // IJCSNS International Journal of Computer Science and Network Security, 21(6). https://doi.org/10.22937/IJCSNS.2021.21.6.20
- Semenog O., Semenikhina O., Oleshko P., Prima R., Varava O., Pykaliuk R. Formation of Media Educational Skills of a Future Teacher in the Professional Training // Revista Românească pentru Educaţie Multidimensională. 2020. Volume 12, Issue 3, P. 219—245. https://doi.org/10.18662/rrem/12.3/319.
- Karhut V., Semenog O., Shumiatska O., Palamar N., Rubliova N. The Need for New Information Technologies During Foreign Language Learning for the Quality Training of a Specialist. Amazonia Investiga. 2023. 12 (65). P. 175—184. DOI:10.34069/AI/2023.65.05
- Hrona, N., Khomych, T., Semenog, O., Kharchenko, I., Yurchenko, A., Semenikhina, O. (2024). Tools for the development of emotional intelligence: Cognitive native language teaching // International Journal of Instruction, 17(2), 599—616. DOIA10.29333/iji.2024.17233a Q2
- Semenog О., Hrona N., Khomych T., Stasiuk T., Yurchenko A, Semenikhina О. Communicative Tasks as a Means of Developing the Emotional Intelligence of Students // International Journal of Modern Education and Computer Science (IJMECS), Vol.16, No.4, pp. 46-57, 2024. DOI:10.5815/ijmecs.2024.04.04

## Творчий доробок
Оленою Семеног розроблено і впроваджено в освітній процес: навчальні програми і посібники з курсів «Український фольклор» (ГРИФ МОН УКРАЇНИ), «Вступ до слов'янської філології» (ГРИФ МОН УКРАЇНИ), «Етнолінгводидактична культура вчителя-словесника» (ГРИФ МОН УКРАЇНИ), «Практика в системі професійної підготовки вчителя-словесника»(ГРИФ МОН УКРАЇНИ), «Професійна компетентність учителя української мови і літератури»; «Культура наукової української мови» (ГРИФ МОН УКРАЇНИ); «Методика викладання української мови у вищих навчальних закладах»; «Методика викладання української літератури у вищих навчальних закладах» (ГРИФ МОН УКРАЇНИ); «Мовне родинознавство (виховний потенціал рідного краю)», «Урок української мови у вимірах педагогічної дії»; «Формування культури педагогічного
спілкування засобами української літератури», «Академічне письмо»; «Лінвоперсонологія»; «Культура фахової мови»; «Мовна особистість учителя в художній літературі»(ГРИФ МОН УКРАЇНИ); електронний навчально-методичний комплекс «Словесник», дистанційний курс «Мовна культура дослідника».
Олена Семеног — науковий керівник фундаментального дослідження «Формування культуромовної особистості майбутнього вчителя українськоїмови і літератури» (2006—2008). Вченою розроблено й обґрунтовано навчально-методичну систему професійної підготовки майбутніх учителів української мови і літератури в педагогічному університеті, побудовану на основі компетентнісного підходу.
Науковий керівник колективних тем кафедри української мови і літератури  Сумського державного педагогічного університету імені А. С. Макаренка:
- «Формування культуромовної особистості фахівця в умовах неперервної освіти» (2018—2020);
- «Текст у сучасних дослідницьких парадигмах» (з 2021 р.), Текст у дослідницьких парадигмах: теорія і практика: [колективна монографія] / за загальною редакцією О. М. Семеног. Суми: СумДПУ імені А. С. Макаренка, 2022. 247 с.
- Співвиконавець наукових проєктів «Європеїзація докторських програм у галузі теорії освіти на засадах міждисциплінарного та інклюзивного підходів» ЄС ЕРАЗМУС+: Жан Моне, 600071-EPP-1-2018-1-UA-EPPJMO-MODULE (2018—2021);
- Учасник українсько-польського проєкту «Інноваційний університет і лідерство. Фаза IV. Університет — школа: комунікаційні стратегії і тактики» (2018—2019 рр., № 4309/6/2019,120 год),
- проєкту «Вивчай та розрізняй: інфо-медійна грамотність. IREX» (2019—2020),
- керівник грантового проєкту МЕДІА ВЧИТЕЛЬський кампус від IREX (2020—2021);
- керівник грантового проєкту МЕДІА КАПСУЛИ від IREX (2021—2022).

Для профільного навчання, самонавчання старшокласників вчена одноосібно і у співавторстві підготувала програми з української мови, затверджені МОН України (2008, 2017):
- посібники («Мова наша — українська», «Мовне родинознавство», «Урок української мови у вимірах педагогічної дії»
  - Семеног О. Урок української мови у вимірах педагогічної дії: навч.-метод. посіб. Суми: СумДПУ імені А. С. Макаренка, 2015. 334 с.
  - Семеног О., Косенко А. Українська лексикографія у школі: діалог особистостей: навч.- метод. посіб. Суми: Вид-во СумДПУ імені А. С. Макаренка, 2015. 144 с.
  - Українська мова: 10 клас.

Також Олена Семеног у співавторстві підготувала підручники для 5 — 7-х класів НУШ з української мови (Гриф МОН України, 2022, 2023 2024):
- Семеног О. М., Дятленко Т. І., Білясник М. Д., Волницька В. В. Українська мова: підручник для 5 класу закладів загальної середньої освіти. Тернопіль: Астон, 2022. 336 с.: іл. (24 д.а., у тому числі авт — 12 д.а.) Рекомендовано Міністерством освіти і науки України
- Українська мова: підручник для 6 класу закладів загальної середньої освіти / за ред. О. Семеног., О. Калинич, Т. Дятленко, М. Білясника, В. Волницької. Тернопіль: Астон, 2023. 244 с. Рекомендовано Міністерством освіти і науки України (наказ Міністерства освіти і науки України від 08.03.2023 № 254)
- Семеног О. М., Калинич О., Дятленко Т. І., Білясник М. Д., Гапон Л. Українська мова: підручник для 7 класу закладів загальної середньої освіти. Тернопіль: Астон. 2024.

## Науково-громадська діяльність
- зовнішній експерт грантового проєкту ESPERIDTA "European Studies for Supporting Polish Education and Research in Digital Transformation: Interdisciplinary Approach (Грантова угода 101172710 - ERASMUS-JMO-2024-HEI-TCH-RSCH; 2024-2027.
- головний редактор журналу «Слобожанський науковий вісник. Серія: Філологія» (2023).
- член редакційних комітетів Interdisciplinary Studies «Acta Humanitatis» (з 2023 р.), міжнародного наукового фахового журналу «Порівняльна професійна педагогіка» (2016—2020); збірників фахових наукових праць «Вісник Глухівського національного педагогічного університету імені Олександра Довженка. Серія: Педагогічні науки» (2016—2020), «Професіоналізм педагога: теоретичні й методичні аспекти»; «Викладання мов у вищих навчальних закладах освіти на сучасному етапі. Міжпредметні зв'язки».
- голова журі обласного етапу Міжнародного конкурсу імені Петра Яцика серед студентів ЗВО м. Суми та Сумської області (2011—2024);
- співавтор книги «Історія кафедри української мови Сумського державного педагогічного університету імені А. С. Макаренка»;
- організаторка міжнародних і всеукраїнських щорічних науково-практичних конференцій «Академічна культура дослідника в освітньому просторі», «Інновації та педагогічна майстерність учителя-словесника», «Формування культуромовної особистості фахівця» (2016—2024);
- голова журі обласного конкурсу науково-дослідницьких робіт слухачів МАН (секція «українська мова і література» (2017—2024);
- почесний громадянин села Лиман Зміївського району Харківської області (з 2007 р.);
- дійсний член Української академії акмеологічних наук (з 2010 р.), дійсний член Академії міжнародного співробітництва з креативної педагогіки «Полісся» (з 2017 р.); член ГО «Міжнародна асоціація сучасної освіти, науки та культури» (з 2021 р.), член ГО «Інноваційний університет і лідерство» (з 2019 р.); член ГО «Інноваційні обрії України» (з 2022 р.); Українська асоціація дослідників освіти (з 2024 р).
- куратор ютуб-каналу «Медіавчительський кампус»[5].
- керівник Центр науково-освітнього партнерства і мережевої взаємодії (з 2024 р.)[6].
- керівник ресурсного центру професійного розвитку вчителя української мови і літератури[7].
- керівник науково-дослідної лабораторії «Академічна культура дослідника» (з 2016 р).

## Нагороди
- медаль «За працю і звитягу» (2024)[8][9];
- Почесна грамота Кабінету Міністрів України (2017);
- Нагрудний знак міністерства освіти України «Відмінник освіти України» (1993);
- Нагрудний знак міністерства освіти та науки України «За наукові та освітні досягнення» (2021);
- Нагрудний знак НАПН України медаль «Ушинський К. Д.» (2013);
- медаль Національної академії педагогічних наук України «Григорій Сковорода» (2023)[10];
- Почесна грамота голови Сумської обласної державної адміністрації (1999, 2002, 2009, 2012, 2013, 2014, 2015, 2016, 2017, 2018, 2019, 2020);
- Грамота української всесвітньої координаційної ради (2006);
- Почесна грамота Інституту педагогічної освіти і освіти дорослих АПН України (2008);
- Подяка Голови Сумської обласної державної адміністрації Департаменту освіти і науки (2022);
- Почесна грамота голови Сумської обласної ради (2019);
- Почесна грамота Інституту педагогічної освіти і освіти дорослих АПН України (2023);
- Грамота ректора Сумського державного педагогічного університету імені А. С. Макаренка (2018, 2019, 2023);
- Почесна грамота НАПН України (2018);
- Подяка МОН, Ліги українських меценатів (2018);
- Диплом лауреата премії імені Івана Андрійовича Зязюна (2018);
- Диплом ХІ Міжнародного фестивалю педагогічних інновацій (2019);
- Диплом НАПН України за активну роботу з упровадження педагогічних інновацій в освітній процес (2021, 2023);
- Почесний знак «За видатні заслуги перед колективом університету» (2022);
- Відзнака Університету за видатні досягнення в науці «Science crystal» (2023)[11];
- Грамота Департаменту освіти і науки, молоді та спорту виконавчого органу Київської міської ради (2013)[12].